# Rosemary Nicols
Rosemary Nicols, née Rosemary Claxton le 28 octobre 1941, est une actrice anglaise ayant tourné dans de nombreuses séries télévisées britanniques et est principalement connue pour son rôle de Annabelle Hurst dans la série anglaise Département S.

## Biographie
Rosemary est issue d'une longue lignée d'acteurs et d'actrices de théâtre. Elle a suivi des cours à l'école Haberdashers' Aske's Girls' à l'ouest de Londres avant d'intégrer la Central School of Speach and Drama puis de suivre un cursus de théâtre à Harrogate, Frinton-on-Sea puis Wimbledon parmi d'autres écoles. Elle a fait de nombreuses apparitions comme actrice enfant dans des pièces de théâtre.
Après quelques apparitions dans des séries télévisées connues en Grande-Bretagne mais peu connues en France, elle accède enfin à la notoriété en 1969 dans le rôle d'Annabelle Hurst dans la série télévisée Département S. Bien qu'ayant toujours eu un penchant pour l'écriture (elle est l'auteure du roman The Loving Adventures of Jaby en 1967), elle continue de jouer à la télévision dans les années 1970. Après l'année 1978, elle décide d'abandonner la comédie. Après avoir épousé l'écrivain Frederic Mullally le 27 septembre 1971 avec qui elle restera mariée jusqu'à sa mort le 7 septembre 2014, elle décide de s'installer à Malte pour se concentrer sur l'écriture.
En plus d'avoir écrit des poèmes qui ont été publiés dans le London Magazine, elle s'est aussi essayée à la production, notamment en tant qu'assistante productrice sur le téléfilm Le Volcan qui tue (St Helen's) d'Ernest Pintoff en 1981.
Elle n'est revenue récemment, en 2008, à la télévision qu'à l'occasion du tournage d'un documentaire Wanna Watch a Television Series? évoquant les grandes pages de ITC et les séries culte de cette compagnie.